# Intronaut
Intronaut ist eine Progressive-Metal-Band aus Los Angeles, Kalifornien. Die Band verbindet gelegentliche Post-Metal-Elemente mit modernen progressiven Metalstrukturen.

## Geschichte
Nachdem die Band 2003 gegründet worden war, veröffentlichte sie ihre erste Demoaufnahme Null. Es folgte ein Plattenvertrag beim Label Goodfellow Records, welche Null ein Jahr später in den Vereinigten Staaten wiederveröffentlichte. In Deutschland kümmerte sich Lifeforce Records um den Vertrieb. Anfang April begannen sie mit den Aufnahmen zu ihrem Debütalbum Void, welches mit Unterstützung von John Haddad produziert wurde. Es erschien anschließend im Herbst 2006.
Im August 2007 verließ Sänger und Gitarrist Leon del Muerte die Band, da dieser sich mehr auf sein Projekt Murder Construct konzentrieren wollte. Er wurde durch Dave Timnick ersetzt.
Anfang 2008 unterzeichnete die Band einen Plattenvertrag bei dem Label Century Media, welches das zweite Album Prehistoricisms veröffentlichte. Zudem coverte Intronaut den Song Dixie Whiskey der Band EyeHateGod für das Century Media 20th Anniversary-Album.
Im April 2009 spielte die Band gemeinsam mit Kylesa als Vorgruppe für Mastodon.
Anfang Oktober 2010 erschien das dritte Album der Band, Valley of Smoke, auf das eine Tour mit Helmet folgte. Im Jahre 2013 wurde das Album Habitual Levitations veröffentlicht, gefolgt von The Direction of Last Things im Jahr 2015.

## Diskografie

### Studioalben
- 2006: Void (Lifeforce Records)
- 2008: Prehistoricisms (Century Media)
- 2010: Valley of Smoke (Century Media)
- 2013: Habitual Levitations (Century Media)
- 2015: The Direction of Last Things (Century Media)
- 2020: Fluid Existential Inversions (Metal Blade Records)

### EPs und Demos
- 2005: Null (Demo, Selbstvertrieb)
- 2006: Null (Demo, Lifeforce Records, Re-Release)
- 2007: The Challenger (EP, Translation Loss Records)